# Svoghe
Svoghe (în bulgară Своге) este un oraș în comuna Svoghe, regiunea Sofia,  Bulgaria. 

## Demografie
Componența etnică a orașului Svoghe
     Bulgari (94,41%)
     Nicio identificare (4,6%)
     Altele (1,1%)
La recensământul din 2011, populația orașului Svoghe era de 8.258 locuitori. Din punct de vedere etnic, majoritatea locuitorilor (94,41%) erau bulgari. Pentru 4,6% din locuitori nu este cunoscută apartenența etnică.